# Uvira
Uvira es una ciudad de la provincia de Kivu del Sur en la República Democrática del Congo, situada en el extremo norte del lago Tanganica. Hay un puerto lacustre llamado Kalundu en el extremo sur de la ciudad, que proporciona enlaces en barco a Kalemie en la provincia de Katanga, Kigoma en Tanzania, Pulungu en Zambia y Buyumbura, la capital de Burundi.
La ciudad está unida por carretera a Bukavu, la capital de Kivu del Sur, y Buyumbura. La ciudad está a 120 km de Bukavu y a 60 km del territorio de Fizi. Uvira es una diócesis católica, sufragánea de la arquidiócesis de Bukavu.